# Brachionycha grisescens
Brachionycha grisescens är en fjärilsart som beskrevs av Arnold Spuler 1905. Brachionycha grisescens ingår i släktet Brachionycha och familjen nattflyn. Inga underarter finns listade i Catalogue of Life.